# Präsidentschafts- und Parlamentswahl in Ghana 2008
Die Präsidentschafts- und Parlamentswahl in Ghana 2008 fand am 7. Dezember statt. Die Stichwahl zur Präsidentschaftswahl fand am 28. Dezember statt.

## Geschichte
Obwohl Umfragen noch im Oktober Nana Akufo-Addo, den Kandidaten der regierenden New Patriotic Party, deutlich vor seinem größten Konkurrenten John Atta-Mills vom oppositionellen National Democratic Congress gesehen hatten, konnte keiner der beiden Kandidaten die nötigen 50 Prozent der Stimmen erreichen. Die Stichwahl ergab auf der Basis von 229 von 230 ausgezählten Wahlkreisen eine knappe Mehrheit von 50,13 % der Stimmen für John Atta Mills, gegenüber 49,87 % für den Regierungskandidaten Nana Akufo-Addo. Die Stimmen des fehlenden Wahlkreises Tain Districts in Nordghana mit 53.000 Stimmberechtigten konnten wegen logistischer Probleme mit den Wahlurnen nicht ermittelt werden. Hier war eine Nachwahl am 30. Dezember 2008 notwendig, die aufgrund des sehr knappen Ergebnisses die Mehrheitsverhältnisse sogar hätte verändern können.
Erst am 3. Januar 2009 konnte daher der Sieg von Atta Mills mit einem Abstand von weniger als einem Prozent der abgegebenen Stimmen bekannt gegeben werden.

## Ergebnisse

### Präsidentschaftswahl
| Kandidaten                                                                                         | Kandidaten           | Parteien                     | 1. Wahlgang | 1. Wahlgang | 2. Wahlgang | 2. Wahlgang |
| Kandidaten                                                                                         | Kandidaten           | Parteien                     | Stimmen     | %           | Stimmen     | %           |
| -------------------------------------------------------------------------------------------------- | -------------------- | ---------------------------- | ----------- | ----------- | ----------- | ----------- |
| | John Atta-Mills      | National Democratic Congress | 4.056.634   | 47,9        | 4.521.032   | 50,2        |
| | Nana Akufo-Addo      | New Patriotic Party          | 4.159.439   | 49,1        | 4.480.446   | 49,8        |
| | Paa Kwesi Nduom      | Convention People’s Party    | 113.494     | 1,3         |             |             |
| | Edward Mahama        | People’s National Convention | 73.494      | 0,9         |             |             |
| | Emmanuel Ansah-Antwi | Democratic Freedom Party     | 27.889      | 0,3         |             |             |
| | Kwasi Amoafo-Yeboah  | Unabhängiger Kandidat        | 19.342      | 0,2         |             |             |
| | Thomas Ward-Brew     | Democratic People’s Party    | 8.653       | 0,1         |             |             |
| | Kwabena Adjei        | Reformed Patriotic Democrats | 6.889       | 0,1         |             |             |
| Gesamt                                                                                             | Gesamt               | Gesamt                       | 8.465.834   | 100         | 9.001.478   | 100         |
| |                      |                              |             |             |             |             |
| Ungültige Stimmen                                                                                  | Ungültige Stimmen    | Ungültige Stimmen            | 205.438     | 2,4         | 92.886      | 1,0         |
| Wähler                                                                                             | Wähler               | Wähler                       | 8.671.272   | 69,5        | 9.094.364   | 72,9        |
| Wahlberechtigte                                                                                    | Wahlberechtigte      | Wahlberechtigte              | 12.472.758  |             | 12.472.758  |             |
| |                      |                              |             |             |             |             |
| Quellen: Electoral Commission, 1. WG, Stimmen – 1. WG, Statistik – 2. WG – 2. WG, nach Wahlkreisen |                      |                              |             |             |             |             |

### Parlamentswahl
| Listen                                                  | Listen                       | Stimmen | %   | Mandate |
| ------------------------------------------------------- | ---------------------------- | ------- | --- | ------- |
|                                                         | National Democratic Congress | –       | –   | 114     |
|                                                         | New Patriotic Party          | –       | –   | 107     |
|                                                         | People’s National Convention | –       | –   | 2       |
|                                                         | Convention People’s Party    | –       | –   | 1       |
|                                                         | Unabhängige                  | –       | –   | 4       |
|                                                         | Unbesetzte Mandate           | –       | –   | 2       |
| Gesamt                                                  | Gesamt                       | –       | 100 | 230     |
|                                                         |                              |         |     |         |
| Quelle: Electoral Commission, Ergebnis nach Wahlkreisen |                              |         |     |         |

#### Zusammensetzung des Parlaments nach Regionen
| Region                       | NDC | NPP | PNC | CPP | Unabh. | Gesamt |
| ---------------------------- | --- | --- | --- | --- | ------ | ------ |
| Ashanti Region               | 3   | 34  | -   | -   | 2      | 39     |
| Brong Ahafo                  | 8   | 15  | -   | -   | -      | 23     |
| Central Region               | 11  | 8   | -   | -   | -      | 19     |
| Eastern Region               | 7   | 19  | -   | -   | 1      | 27     |
| Greater Accra                | 18  | 9   | -   | -   | -      | 27     |
| Northern                     | 21  | 4   | -   | -   | 1      | 26     |
| Upper East                   | 8   | 4   | 1   | 1   | -      | 13     |
| Upper West                   | 6   | 3   | -   | -   | -      | 10     |
| Volta                        | 21  | 1   | -   | -   | -      | 22     |
| Western                      | 11  | 10  | -   | 1   | -      | 22     |
| Gesamt                       | 114 | 107 | 2   | 1   | 4      | 228    |
|                              |     |     |     |     |        |        |
| Quelle: Electoral Commission |     |     |     |     |        |        |